# 앙케르 예르겐센
앙케르 헨리크 예르겐센(덴마크어: Anker Henrik Jørgensen, 1922년 7월 13일~2016년 3월 20일)은 덴마크의 정치인이다. 소속 정당은 사회민주당이다.
1950년 노동조합에 가입하면서 정계에 입문했으며 1972년부터 1987년까지 사회민주당 대표를 역임했다. 1972년 10월 5일부터 1973년 12월 19일까지, 1975년 2월 13일부터 1982년 9월 10일까지 제43대, 45대 덴마크의 총리를 역임했다.
1978년 7월 1일부터 1978년 8월 30일까지 덴마크 외무부 장관을 역임했고 1986년과 1991년에는 북유럽 이사회 회장을 역임했다.